# 山口村 (石川県)
山口村（やまぐちむら）は石川県能美郡にあった村。現在の能美市中心部にあたる。

## 地理
- 河川 ： 手取川

## 歴史
- 1889年（明治22年）4月1日 - 町村制の施行により、山田村、三ツ屋村、辰口村、倉重村、出口村、上開発村、下開発村[1]・湯屋村、徳山村、火釜村及び来丸村の区域をもって、山口村が発足する。
- 1907年（明治40年）8月5日 - 山口村及び宮内村が合併して、山上村が発足する。

## 交通

### 鉄道路線
後に北陸鉄道能美線の火釜駅・来丸駅・辰口温泉駅・上開発駅が所在したが、当時は未開業。